# Hijo de Dios (película)
Hijo de Dios (en inglés: Son of God) es una película estadounidense de carácter bíblico y dramático del año 2014, producida por Mark Burnett y Roma Downey. La película es una adaptación de la miniserie La Biblia, que se emitió en marzo de 2013 en History Channel. Protagonizada por Diogo Morgado y Roma Downey.

## Argumento
Juan, el último discípulo sobreviviente de Cristo, que vive en el exilio, cuenta su historia.
Jesús nace de una virgen (Leila Mimmack), y entonces tres hombres sabios lo visitan y declaran que va a ser el futuro rey. 33 años después, un adulto, Jesucristo (Diogo Morgado) viaja a Galilea y comienza a reclutar seguidores, a Santiago, a su hermano Juan, a Pedro el pescador, a Mateo, el recaudador de impuestos. Estos hombres se convertirían en sus discípulos. A través de sus enseñanzas y numerosos milagros, Jesús acumula una enorme cantidad de seguidores, que comienzan a llamarle el Mesías. También atrae la atención de los fariseos, los líderes religiosos judíos. Los fariseos afirman que Jesús blasfema ante Dios al perdonar los pecados, lo cual es algo que solo Dios puede hacer. Jesús les responde diciendo que es el Hijo de Dios.
Jesús anuncia a sus discípulos que vayan a viajar a Jerusalén para las próximas Pascuas. Entra en la ciudad montado en un burro y se encuentra con una gran multitud de seguidores que extienden hojas de palma en su camino (lo que hoy en día se celebra como el Domingo de Ramos). Caifás, el jefe de los fariseos, teme su presencia y que la ciudad, ya próxima a la rebelión contra los opresores romanos mandados por Poncio Pilato, el gobernador romano, vaya a agitarse todavía más. Este ya ha advertido a Caifás que si hay algún problema con los judíos cerrará el Templo, cancelando así la Pascua. Al entrar en el Templo, Jesús ve a los cambistas y procede a expulsarlos de sus mesas. Ese acto es vitoreado por la gente y suscita el desprecio de los fariseos. Más tarde, Jesús le dice a una niña que el Templo no tardará en caer hasta la última piedra. Los fariseos toman esto como un plan para destruir el Templo, y deciden que Jesús debe ser detenido.
Judas, uno de los discípulos de Jesús, va a hablar con los fariseos. Él también cree que Jesús está yendo demasiado lejos y quiere ayudar. Los fariseos le dan 30 monedas de plata a cambio de su ayuda. Esa misma noche (la noche antes de la Pascua), Jesús dice a los discípulos que esta será su última cena y que uno de ellos lo va a traicionar. Más tarde, en el huerto de Getsemaní, Judas besa a Jesús en la mejilla. Este revela su traición y es arrestado por los fariseos, acusado de blasfemia. Los discípulos huyen del huerto para salvarse a sí mismos.
Caifás ordena un juicio inmediato, aunque sea tarde en la noche y no en público, que son violaciones de la ley judía. Teme que una prueba abierta en la Pascua cause problemas, y Pilato cierre el templo. Caifás le pregunta a Jesús si él es el hijo de Dios, y él responde "Yo soy". Esto es todo lo que los fariseos necesitan escuchar, e inmediatamente lo encuentran culpable de blasfemia.
Esa mañana, ante una creciente multitud, Caifás anuncia la culpa de Jesús y revela que la pena por blasfemia es la muerte. Judas, horrorizado por lo que ha hecho, arroja la plata a los fariseos y sale corriendo; más tarde se cuelga. Caifás cree que si los fariseos mataban a Jesús en la Pascua, comenzaría un motín, por lo que lo entrega a los romanos para el castigo. Pilato le dice a Caifás que Jesús no violó ninguna ley romana, pero le ordena que sea azotado 40 veces. Como es la Pascua, Pilato dice que seguirá la tradición y liberará a un prisionero que la gente elija, y si eligen a Jesús, él será liberado. Para entonces, la madre de Jesús, Mary (Roma Downey), ha llegado a Jerusalén para ver qué le está pasando a su hijo.
Pilato le ordena a la multitud que entre a su patio para elegir si liberar a Jesús o Barrabás, un asesino convicto. Dado que a ninguno de los seguidores de Jesús se les permitió entrar al patio, Caifás se toma el voto fácilmente para que Barrabás sea puesto en libertad. Entonces Pilato le pregunta qué debe hacer con Jesús, y nuevamente Caifás hace girar a la multitud para que lo ejecuten a través de la crucifixión. Al temer una revuelta entre la gente hostil, Pilato ordena la crucifixión, luego literalmente se lava las manos de la situación. Un Jesús maltratado y ensangrentado luego lleva su cruz al Gólgota y es clavado a ella por los burlones guardias romanos, quienes anteriormente le habían colocado una corona de espinas en la cabeza. Antes de poner la cruz en su lugar, Pilato ordena una señal adjunta a ella, que dice: "El rey de los judíos", para consternación de Caifás. Con Juan, María y María Magdalena observando con horror, Jesús cuelga de la cruz durante varias horas agonizantes. Después de perdonar a los romanos y a los fariseos que lo condenaron a muerte, pregunta por qué Dios lo abandonó y declara: "Todo ha terminado". Cumplido, Jesús muere mientras el templo y la tierra tiemblan por el terremoto. Mientras se derrumban las lámparas, las cortinas en el templo donde se suponía que el espíritu de Dios estaba presente, se rompen. Luego lo bajan de la cruz y lo colocan en una tumba, que se sella con una roca grande.
Tres días después, María Magdalena va a visitar la tumba, pero se sorprende al ver la roca rota y la tumba vacía. Ella ve a un hombre junto a la entrada de la tumba y se da cuenta de que él es Jesús; Jesús ha resucitado. María va al escondite de los discípulos y les dice las buenas nuevas, pero no le creen. Jesús entonces se les aparece, y todos ahora creen, excepto "Dudar" de Tomás. Una vez que Tomás toca a Jesús, entonces cree. Cuarenta días después, Jesús les habla a sus discípulos y les dice que viajen por el mundo para difundir su mensaje. Luego asciende al cielo y los discípulos van por caminos separados.
La película concluye con un anciano Juan que dice que todos los discípulos fueron asesinados por sus creencias, excepto él. Ha sido exiliado a vivir solo en una isla desierta hasta que muere. Juan luego ve a Jesús, quien le dice que no morirá, sino que tiene vida eterna, y que Jesús regresará un día.

## Casting
| Actor            | Interpretación   | Doblaje Hispanoamericano |
| ---------------- | ---------------- | ------------------------ |
| Diogo Morgado    | Jesús            | Eduardo Verástegui       |
| Roma Downey      | María            | Adriana Barraza          |
| Leila Mimmack    | María (joven)    | Giovanna Acha            |
| Joe Coen         | José             | Alexander Acha           |
| Amber Rose Revah | María Magdalena  | Blanca Soto              |
| Darwin Shaw      | Simón Pedro      | Daniel del Roble         |
| Sebastian Knapp  | Juan             | Ricardo Méndez           |
| Said Bey         | Mateo            | Carlos Hernández         |
| Mateo Gravelle   | Tomás            | Carlos Ponce             |
| Paul Marc Davis  | Simón el fariseo | Adal Ramones             |
| Joe Wredden      | Judas Iscariote  | Ricardo Tejedo           |
| Louise Delamere  | Prócula          | Karyme Lozano            |
| Simon Kunz       | Nicodemo         | Humberto Solórzano       |
| Adrian Schiller  | Caifás           | Gabriel Pingarrón        |
| Andrew Brooke    | Antonius         | Esteban Desco            |
| Anas Cherin      | Lázaro           | Ninguno                  |
| Saana Mauziane   | Marta            | Jacqueline Bracamontes   |
| Fraser Ayres     | Barrabás         | José Antonio Macías      |
| Greg Hicks       | Poncio Pilatos   | Carlos Segundo Bravo     |
| Rick Bacon       | Herodes Antipas  | Gerardo Alonso           |

## Desarrollo
La película cuenta con escenas seleccionadas de la miniserie, así como material de archivo no salió al aire en la transmisión por televisión. Sin embargo, la película no incluye escenas con Satanás (interpretado por Mohamed Mehdi Ouazanni) debido a una controversia de la serie que se cobró el actor se parecía al presidente de Estados Unidos, Barack Obama. El parecido fue señalada por primera vez sobre todo por Glenn Beck antes del estreno de ese episodio.

## Recepción

### Taquilla
En su primera noche de lanzamiento, la película recaudó US $ 1,2 millones en ingresos de taquilla en los cines de América del Norte, beneficiando en gran medida de la venta de entradas anticipadas. Se predijo por Box Office Mojo que la película probablemente podría ganar US $ 27,5 millones en América del Norte en su primer fin de semana de la liberación; terminó haciendo $ 26,5 millones en su primer fin de semana.

### Críticas
La película ha recibido críticas negativas. Actualmente posee una calificación de 22% en Rotten Tomatoes basado en 59 críticas con el consenso: "Los fieles pueden encontrar sus espíritus en alto, pero en términos puramente cinematográficos, Hijo de Dios, es demasiado aburrido y torpe para despertar tanto fervor". Otro agregador de revisión, Metacritic , que asigna una normalizado calificación de 100 principales críticas de los críticos principales, calculó una puntuación de 38 sobre la base de 22 reseñas. 
Nell Minow de Beliefnet dio a la película una calificación de B, diciendo: "Cuenta la historia de una forma occidentalizada, convencional que puede parecer superficial, a veces, más un cine de la Escuela Dominical lección que una película. Es poco probable que convencer a nadie, pero es sin lugar a dudas el movimiento y muchos creyentes les resulta inspirador". Jim Slotek del Toronto Sun dio a la película 4,7 estrellas.
Ben Kenigsberg de The AV Club le dio a la película una crítica agridulce, la clasificación es una C y diciendo: "A diferencia de la película de Gibson La Pasión de Cristo, con su enfoque implacable y sangrienta en los últimos días de Cristo, Hijo de Dios, encuentra tiempo para las clases junto con su sangría. [...] En compañía de un puntaje que los sonidos reciclados de La Fuente, las escenas más famosas se sacaron a relucir: "Voy a dar mi piedra al primer hombre que me dige que él nunca ha pecado", los panes y los peces; la resurrección de Lázaro; la última cena. Es poco probable que Paul Verhoeven consiguiera nunca para hacer su película histórica de Cristo, pero en la medida en que el Hijo de Dios tiene una medida de gran impacto, es la forma en que se muestra la radicalidad del mensaje de Jesús y de la amenaza que representa para el establecimiento. De todos modos, las ideas centrales son más convincentes que las malas tomas de efectos de Jerusalén, el cursi-pie de agua CG, o lo que sea intercambios requieren los actores a emitir algo más que un grito", declaró. 
Una revisión negativa vino de Steve Pulaski de la Revista Afluencia, quien comentó: " Hijo de Dios, sin duda, provocará tensiones personales y espirituales dentro de su audiencia principal, pero para aquellos que buscan algo más profundo, algo más esclarecedor y contemplativo, se sentirán decepcionados al encontrar que no hay mucho aquí, aparte de un melodrama bíblico".
Por su parte, Juan Carlos Berner de Cinetvymas dijo que se trata de una película correcta, pero poco arriesgada y muy convencional, que posiblemente emocionará en alguna medida a los creyentes en Cristo, pero debido únicamente a la historia que la inspira y no por la propuesta que la película presenta.